# 石原あつ美
石原 あつ美（いしはら あつみ、1986年2月1日 - ）は、日本のタレント、グラビアアイドル、女優である。旧芸名及び本名、石原 温美（読み同じ）。
大阪府出身。サンミュージック所属。旧芸名は栗田 梨子（くりた りこ）で、当初はスウィートパワーに所属していた。

## 来歴・人物
地元の祭りでスウィートパワーにスカウトされ、栗田 梨子（くりた りこ）の芸名でデビュー。スウィートパワーに所属していた時期は日テレジェニック2003に選ばれた。サンミュージックに所属する以前は、本名・石原 温美（読み同じ）として少し活動していた。
なお現在の事務所に所属するまでは一時芸能活動を休止。その時はアパレル関係の仕事に就きたいと考えて勉強していた。故郷の大阪に戻ってアルバイトもしていたが、やはり芸能界に戻りたいと考え、再び復帰した。
2020年3月21日、同年1月に一般男性と結婚したことと、第1子を妊娠中であることを報告。同年9月26日、第1子男児の出産を報告。予定日を9日過ぎての帝王切開による出産であった。
スウィートパワー所属時、事務所が一緒だった水橋貴己とは今でも大の仲良しとのこと。
趣味は料理、マッサージ、音楽・映画鑑賞、Wii Fit、ヨガ。特技はエレクトーン。

## 出演

### バラエティ番組 ほか
- アイドルアイランド （2001年、BSフジ）
- アイドル道 （2003年、フジテレビ721）
- ロンロバ!全力投球! （TBS）
- ヒロシ釣り紀行（2008年、テレ朝チャンネル） - レギュラー
- 目からウロコの骨董塾(2011年-2012年3月、BSジャパン)
- にじいろジーン（2008年9月27日/2009年12月19日、関西テレビ）
- よゐこ部（2010年2月16日・5月25日・7月15日、毎日放送）
- 資格☆はばたく（2011年5月、NHK教育テレビ）
- LOVEかわさき（2016年4月-、テレビ神奈川） - レポーター
- 日本カーオブザイヤー - プレゼンター(2015-2016)(2016-2017)(2017-2018)(2018-2019)(2019-2020)

### テレビドラマ
- しあわせのシッポ （2002年、TBS）
- ごくせん 第1シリーズ 第5話（2002年、日本テレビ） - 森崎亜美 役
- ホットマン（2003年、TBS）
- 独身3!!（2003年、テレビ朝日） - ゲスト
- 怪談新耳袋 第1夜 第20話「修学旅行」（2003年、BS-i） - 初主演
- 68FILMS 東京少女 第1話「東京タワー少女」（2003年、BS-i・BSフジ） - 主演
- 駄目ナリ! 第4話（2004年、読売テレビ） - ゲスト出演
- 春 君に届く（読売テレビ）「石原温美」名義
- ごくせん 第3シリーズ （2008年4月、日本テレビ） - 準レギュラー・熊井亜美 役
- 小児救命 第2話 - （2008年10月 - 12月、テレビ朝日） - 久保奈緒 役
- 月曜ゴールデン「イソベン・里村タマミの事件簿1 見えない貌」（2010年6月7日、TBS） - 溝口晴菜 役
- ハンチョウ〜神南署安積班〜 第3シリーズ 第7話（2010年8月16日、TBS） - メイド店員 役
- 天使の代理人 Episode3（2010年9月、東海テレビ） - 小川看護師 役
- 東野圭吾 幻夜（2010年11月21日-2011年1月16日、WOWOW） - 坂井静子 役
- 最上の命医 第1話（2011年1月10日、テレビ東京） - 宗像陽子 役
- 水曜ミステリー9「信州あづみ野の名刑事 道原伝吉の捜査行 長崎・雲仙・島原 湯煙地獄」（2012年6月6日、テレビ東京） - 寒川純子 役
- 看護師・戸田鮎子の推理カルテ1（2012年7月11日、テレビ東京） - 倉島陽子 役
- 相棒 Season11 第6話「交番巡査・甲斐亨」（2012年11月21日、テレビ朝日） - 奥山深雪 役
- 特命戦隊ゴーバスターズ 第45話「謹賀新年! 小さな強敵、再び」（2013年1月6日、テレビ朝日） - 佐藤レナ 役
- なるようになるさ。（2013年7月 - 9月、TBS） - 長島マリ 役
- 水曜ミステリー9「多摩南署たたき上げ刑事・近松丙吉11 雨に迷う死者」（2013年8月21日、テレビ東京） - 滝本あやめ 役
- 秋のドラマ特別企画「命〜天国のママへ〜」（2013年11月11日、TBS） - 中田季里 役
- 土曜ワイド劇場「森村誠一の終着駅シリーズ28 残酷な視界」（2014年6月28日、テレビ朝日） - 島本渚 役
- HERO 第2話（2014年7月21日、フジテレビ） - かほり 役
- ゼロの真実〜監察医・松本真央〜 第2話（2014年7月24日、テレビ朝日） - 太田美香子 役
- 東京スカーレット〜警視庁NS係 第7話（2014年8月26日、TBS） - 高橋恵 役
- 月曜ゴールデン「警視庁南平班〜七人の刑事〜8」（2015年8月3日、TBS） - 河野さやか 役
- マネーの天使〜あなたのお金、取り戻します!〜 第2話（2016年1月14日、読売テレビ） - シホ 役
- Xmasミステリー特別企画「ホテル警備隊 田辺素直」（2016年12月25日、テレビ東京） - 各務則子 役
- コード・ブルー -ドクターヘリ緊急救命-（2017年、フジテレビ） - 村野看護師 役
- 日曜プライム 「鉄道捜査官18」（2018年） - 磯部綾乃 役
- 特命おばさん検事! 花村絢乃の事件ファイル6（2019年） - 浅田あつ美 役
- 仮面ライダーギーツ 18話・19話（2023年1月15日・22日、テレビ朝日） - リクの母 役

### CM
- 公営企業金融公庫イメージキャラクター
- 消防庁「全国消防庁会　秋の火災予防運動」
- 国民生活金融公庫
- マツモトキヨシ 「現金ポイントカード スター誕生（マンザイ）篇／スター誕生（デュオ）篇」（2002年）
- アコム
  - コールセンター篇（2007 - 2008年）
  - 計画的に会食 篇（2009年 - ）

### 映画
- 夢 追いかけて（監督：花堂純次）
- 集団殺人クラブ（監督：石川均）
- イズ・エー（2003年、GPミュージアムソフト）
- 海の夢、都会の虎（監督：秋原正俊）
- イエスタデイズ（2008年11月1日公開、監督：窪田崇）
- やさしい旋律（2008年12月20日公開、監督：KAZUTAKA）
- ごくせん THE MOVIE（2009年7月11日公開、監督：佐藤東弥）
- 都市霊伝説 心霊工場（2010年3月6日公開、監督：小沼雄一） - 藤崎恵梨 役
- キリマンジャロは遠く（2016年10月29日公開、監督：柏原寛司）

### ラジオ
- 日本全国ひろし旅 (2016年4月3日[3] - 2020年6月28日[4]、NACK5『びーさんぼーいず〜Be SUNDAY BOYS〜』内コーナー) - アシスタント

### オリジナルビデオ等
- オタスケガール （2003年6月27日、アミューズメント・円谷プロ）
- ドブネズミのバラード（2010年） - アケミ

### 舞台
- 7@dash!（2008年4月）
  - DVDが2008年8月29日、ポニーキャニオンより発売された。

## 出版物

### 写真集
- 贈りもの（2003年1月、学習研究社、撮影：木村晴）ISBN 9784054017467
- RIKO-PIN（2004年2月1日、ワニブックス、撮影：小塚毅之）ISBN 9784847027925

石原あつ美 名義
- mahalo（2008年8月25日、彩文館出版、撮影：渡辺達生）ISBN 978-4775603352・・・復帰第一弾作品。

### DVD
- ～梨子 all in one～ すべてつまってます （2002年12月26日、ソニー・ミュージックエンタテインメント）
- 日テレジェニック2003 Persona （2003年7月27日、バップ）
- 栗田梨子のスポーツ天国 （2003年10月25日、セブンエイト）
- infinity（2008年9月26日、竹書房）復帰第一弾作品。
- Aloha lani（2008年12月20日、ビーエムドットスリー）
- Amaryllis（2009年8月22日、イーネット・フロンティア）
- feel～熱い胸騒ぎ～（2009年12月18日、イーネット・フロンティア）

### トレーディングカード
- CURIOUS GIRL（2008年11月15日、さくら堂）撮影：河野英喜